# Paracles angustior
Paracles angustior är en fjärilsart som beskrevs av Butler 1882. Paracles angustior ingår i släktet Paracles och familjen björnspinnare. Inga underarter finns listade i Catalogue of Life.